# Verwaltungsgemeinschaft Walldorf
De Verwaltungsgemeinschaft Walldorf was een gemeentelijk samenwerkingsverband in het Thüringische landkreis Schmalkalden-Meiningen waarbij drie gemeenten waren aangesloten.
De Verwaltungsgemeinschaft werd op 7 december 1991 gevormd en op 29 juni 1995 opgeheven. 
De gemeenten vormden met de gemeenten van de eveneens op die dag opgeheven Verwaltungsgemeinschaften Amt Sand en Wasungen de Verwaltungsgemeinschaft Wasungen-Amt Sand. Op 1 januari 2019 gingen Wallbach en Walldorf op in de gemeente Meiningen en Metzels in de gemeente Wasungen.

## Deelnemende gemeenten
1. Metzels
2. Wallbach
3. Walldorf